# من أجل مزيد من الدولارات
من أجل مزيد من الدولارات (بالإنجليزية: For a Few Dollars More)‏ هو فيلم ويسترن سباغيتي من إنتاج سنة 1965،الفيلم من إخراج المخرج الإيطالي سرجيو ليون وبطولة كلينت إيستوود،لي فان كليف،جيان ماريا فولونتي وكلايوس كينسكي.الفيلم هو إنتاج دولي مشترك من إيطاليا،إسبانيا وألمانيا الغربية. تم عرض الفيلم في الولايات المتحدة سنة 1967 وهو الفيلم الثاني فيما يعرف ب ثلاثية الدولارات.

## روابط خارجية
- من أجل مزيد من الدولارات على موقع IMDb (الإنجليزية)
- من أجل مزيد من الدولارات على موقع ميتاكريتيك (الإنجليزية)
- من أجل مزيد من الدولارات على موقع الموسوعة البريطانية (الإنجليزية)
- من أجل مزيد من الدولارات على موقع روتن توميتوز (الإنجليزية)
- من أجل مزيد من الدولارات على موقع نتفليكس (الإنجليزية)
- من أجل مزيد من الدولارات على موقع قاعدة بيانات الأفلام العربية
- من أجل مزيد من الدولارات على موقع ألو سيني (الفرنسية)
- من أجل مزيد من الدولارات على موقع Turner Classic Movies (الإنجليزية)
- من أجل مزيد من الدولارات على موقع أول موفي (الإنجليزية)
- من أجل مزيد من الدولارات على موقع بوكس أوفيس موجو (الإنجليزية)

لم يتم العثور على روابط لمواقع التواصل الاجتماعي.